# Donde están (álbum)
Donde Están es un disco de estudio de 2016 de Julio Andrade grabado en los Studios FMO en Perú. El álbum cuenta con contenido desde sonidos andinos hasta sonido roqueros, el álbum comenzó a grabarse el 2014 hasta fines del 2015 y fue lanzado el 2016 cuenta con el apoyo de Eduardo Feire bajista de Miki González y de otras bandas peruanas.
En el álbum destacan temas con ritmos andinos como «Volverás» y «Donde están» y temas de rock como «Quiero», «Llámame» y «Loco amor».

## Apoyo musical
Julio Andrade contó con el apoyo de Eduardo Freire bajista de Miki González y de Danai y Pateando Latas, también contó con la ayuda de un repertorio musical joven.

## Lista de temas
1. Tu corazón
2. Control
3. Dónde están
4. Fuiste
5. Quiero
6. Volverás
7. Llámame
8. Loco amor
9. Una nueva canción